# 同時死亡の推定
同時死亡の推定（どうじしぼうのすいてい）とは、複数人が何らかの原因で死亡し、これらの者の死亡時期の前後が不明な場合に、法律によりこれらの者が同時に死亡したものと推定する制度をいう。
日本では民法第32条の2により規定されている。この条文は昭和37年法律第40号により追加された（民法第1編第2章に第5節を追加する形で定められた）。

## 条文
民法第32条の2（同時死亡の推定）
数人の者が死亡した場合において、そのうちの一人が他の者の死亡後になお生存していたことが明らかでないときは、これらの者は、同時に死亡したものと推定する。

## 制度趣旨
交通事故や火災などの危難に遭遇して複数の親族が死亡した場合、相続においては各人（例えば親子）の死亡の前後によって相続人の範囲が変動するが、このような危難においては死亡時期の前後の立証が困難であることが多くその確定に問題を生じていた。例えば、Aとその子Cが危難に遭って死亡し、その遺族がAの配偶者BとAの親Dである場合に、AとCの死亡の先後によって遺族の相続分が異なることになるが、その証明は極めて困難であるため、事実上相続財産を先占した者が優位する結果をもたらしていた。特に洞爺丸事故（1954年）、南海丸事件（1958年）、伊勢湾台風（1959年）などの際には多くの法律問題を生じた。そこで昭和37年法律第40号により民法に条文を追加し、数人の者が死亡した場合において、そのうちの一人が他の者の死亡後になお生存していたことが明らかでないときは、これらの者は、同時に死亡したものと推定することとしたものである（民法32条の2）。

## 認定の要件
「複数人が何らかの原因で死亡し、これらの者の死亡時期の前後が不明な場合」が要件となっている（民法第32条の2）。本条の趣旨から死亡した数人の者（失踪宣告を受けた者や認定死亡とされた者を含む）の間の死亡時期の前後が不明で確定できない場合には適用があり、必ずしも同一の危難であることは要件とされない。

## 認定の効果
同時死亡の推定を受けた者について、これらの者は同時に死亡したものと推定される。これは法律上の推定である。
同時死亡の推定により次のような効果を生じる。
- 同時死亡の推定を受けた者の相互間においては相続を生じない[4]。
- 遺贈者と受遺者が同時に死亡したと推定される場合には遺贈は効力を生じない（民法第994条1項）[4]。
- 生命保険において保険契約者と受取人が同時に死亡したと推定される場合には受取人の保険金請求権は発生しない[4]。

## 生存・異時死亡による反証
同時死亡の推定の効果は「推定」にすぎないから、生存あるいは異時死亡（同時に死亡したとされた時期と異なる時期に死亡したこと）を反証として挙げる（立証する）ことによりその法的効果を覆すことが可能である。ただし、この場合の反証はよほど明確な反証でなければならないとされている。
十分に明確な反証があればそれが時間的に僅かな前後であっても推定は覆される。これは画一的な基準によって紛争を解決するという相続法の本質から、相続制度の趣旨との関係で、どこにその限界を定めるか問題となることによる。
反証によってそれまでの同時死亡の推定の効果が覆された場合には、受益者となっていた者は不当利得となるため返還義務を負う。また、新たに相続人となった者は相続回復請求権を行使できる。ただし、相続回復請求権は相続人またはその法定代理人が相続権を侵害された事実を知った時から5年間行使しないときは時効にかかり消滅するため制限を受ける（884条前段）。